# ウィリアム・ハミルトン (画家)
ウィリアム・ハミルトン（William Hamilton RA、1751年 – 1801年）はイギリスの画家、挿絵画家である。

## 略歴
ロンドンのチェルシーで生まれた。イングランドに住んだイタリア人装飾画家、版画家のアントニオ・ズッキ（Antonio Zucchi）と知り合い、ズッキのもとで数年間、イタリアで働いた。はじめ建築関係の仕事をしていたが、演劇に関する絵を描くようになって有名になった。
1784年に王立美術院の準会員となり、1789年に正会員となった。
複製版画でウィリアム・シェイクスピアの戯曲の場面を描いて、出版するプロジェクト、「ボイデル・シェイクスピア・ギャラリー」の原画を描いた画家の一人として知られる。その他、出版者のトーマス・マクリン（Thomas Macklin）の聖書の物語の挿絵やロバート・ボイヤー（Robert Bowyer）のイギリスの歴史物語の挿絵の原画を描き、版画とされて多く流通した。イギリスで活躍したイタリア生まれの版画家、フランチェスコ・バルトロッツィ（Francesco Bartolozzi）もハミルトンの作品を版画にした
。
たとえば、1793年にマリー・アントワネットの処刑に連行される場面を描き、海軍軍人シドニー・スミスなどの活躍を描いた絵も残した。

## 作品

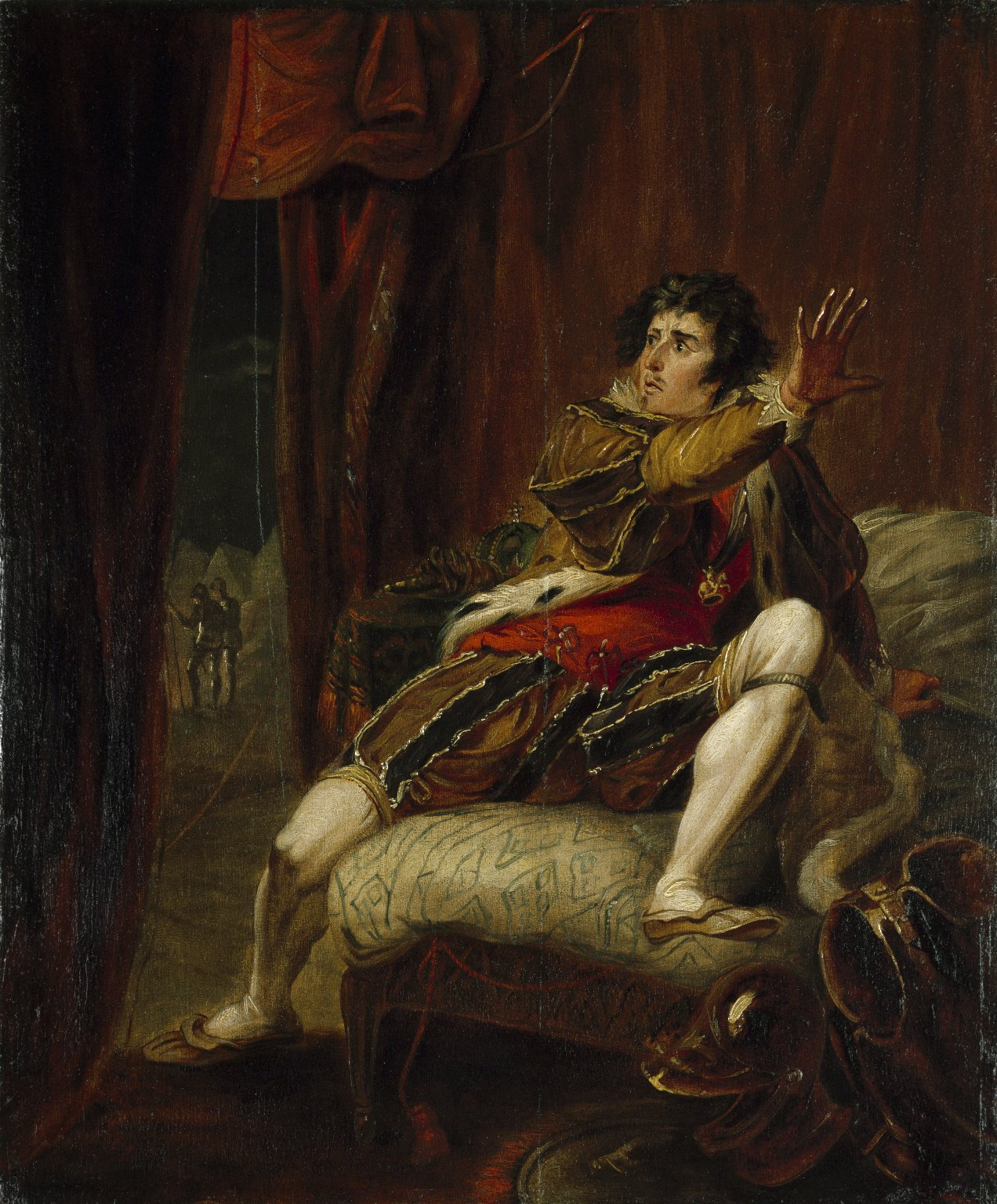
『リチャード3世』を演じる俳優のケンブル（John Philip Kemble）, c.1787
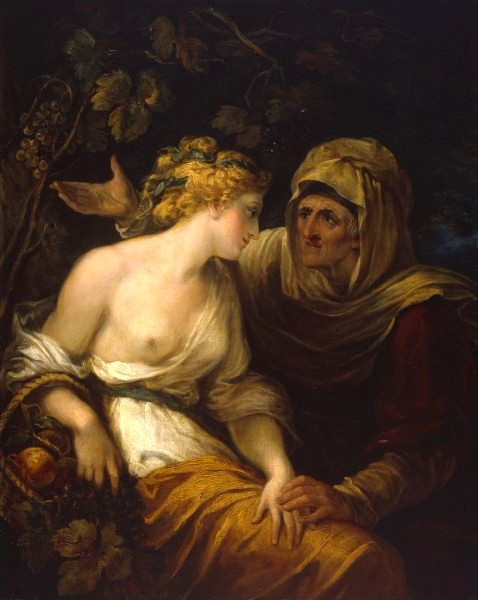
Vertumnus and Pomona, 1789
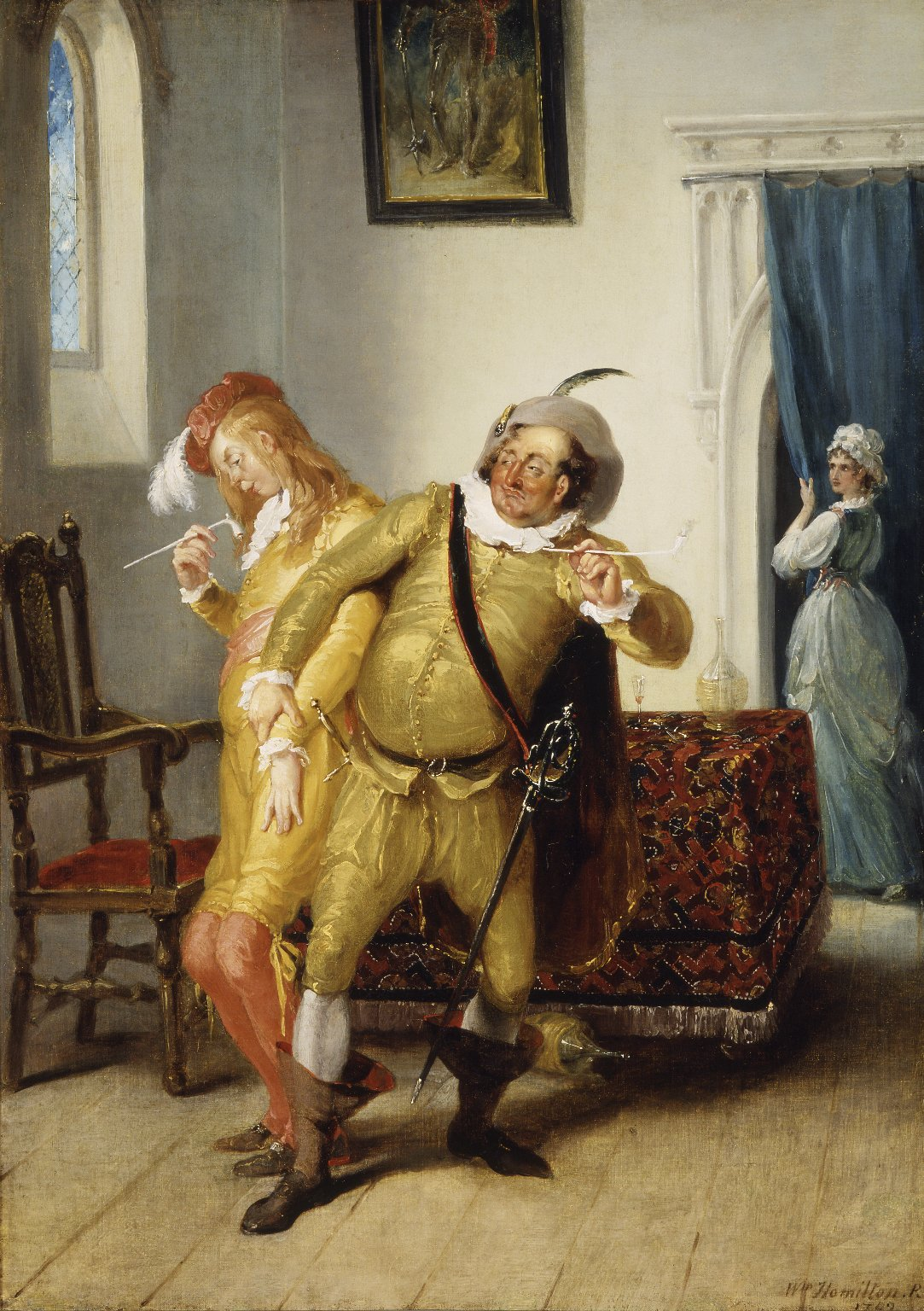
『十二夜』の登場人物, 1792
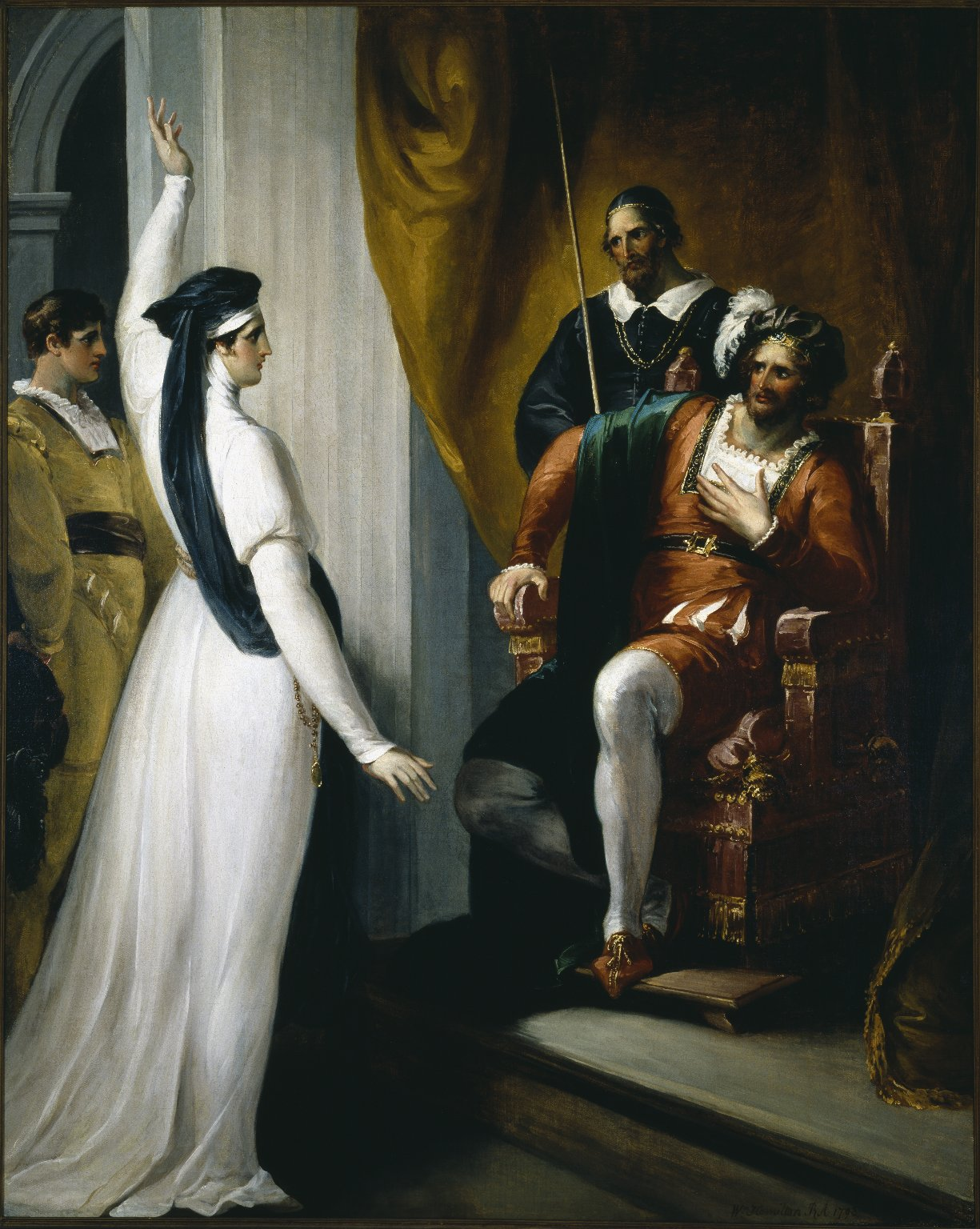
『尺には尺を』の場面, 1793
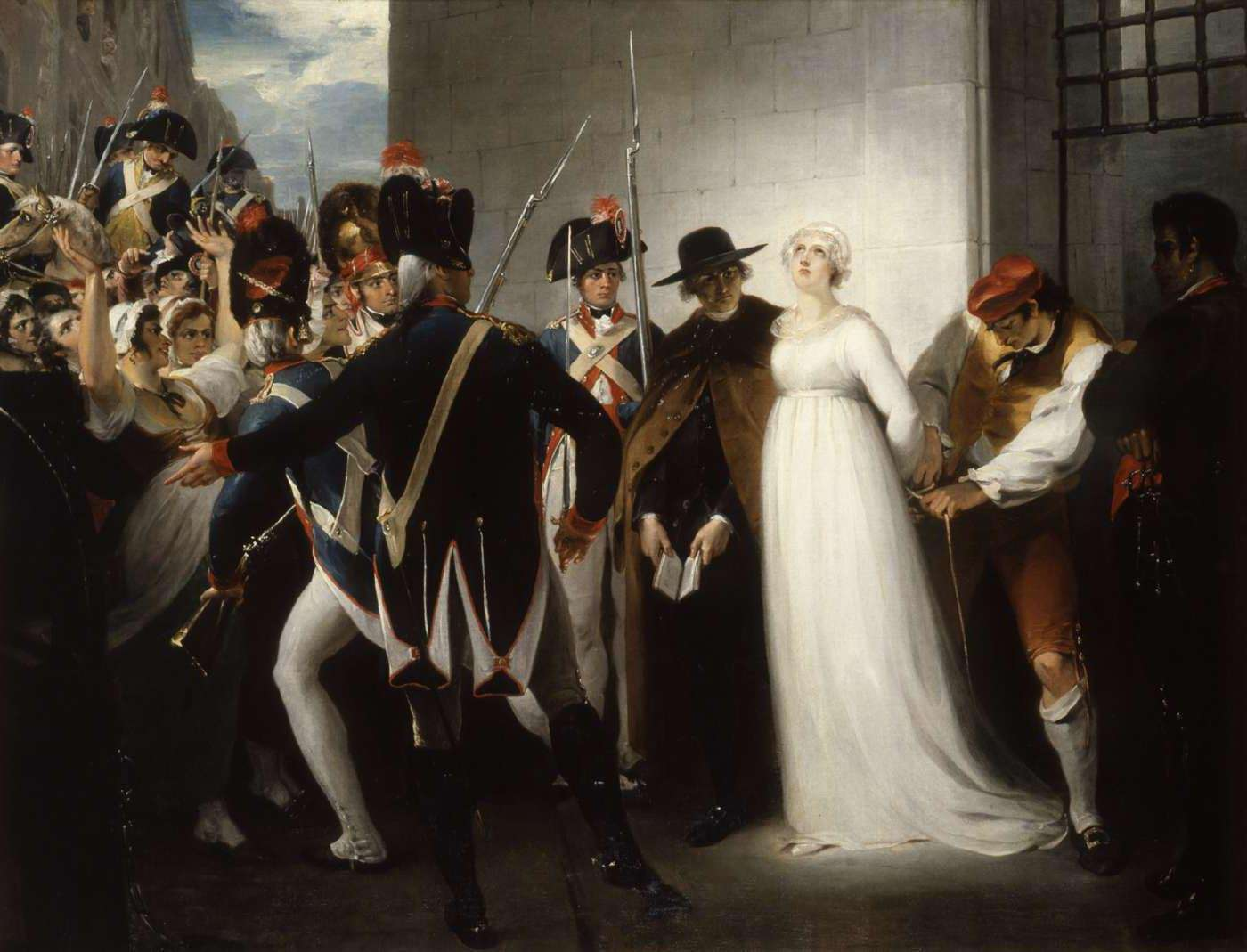
「処刑場に連行されるアントワネット」, 1794
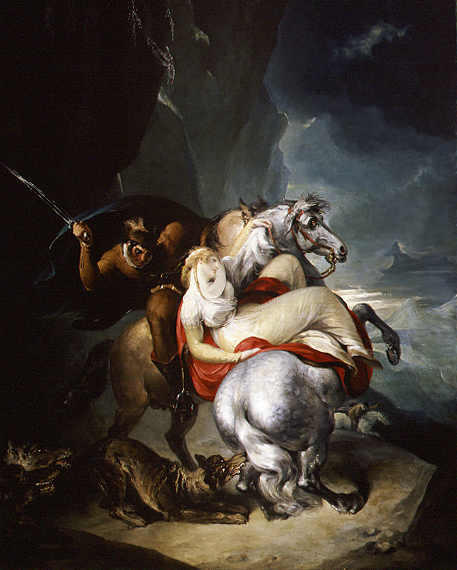
The Wolves Descending from the Alps, 1794
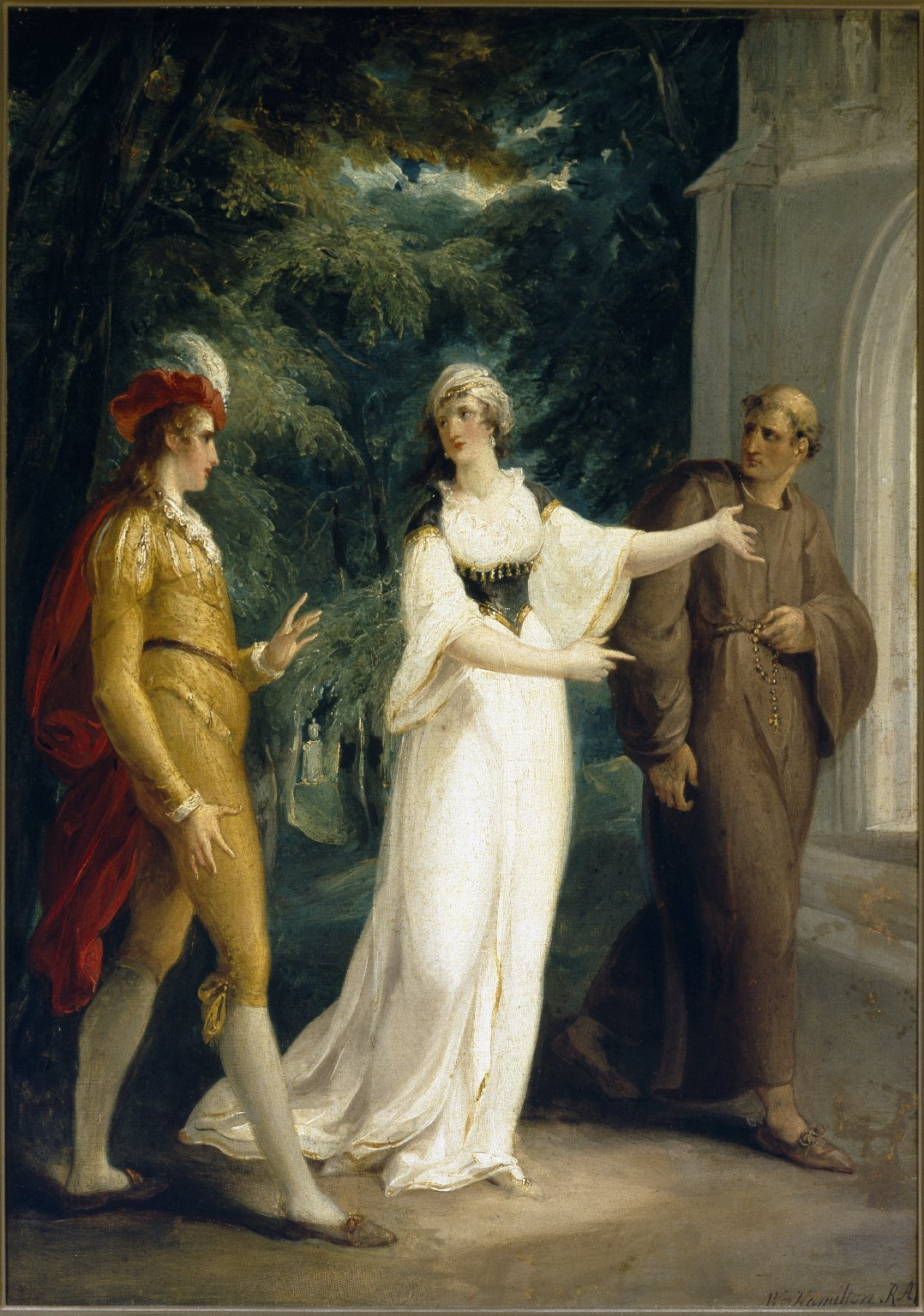
『十二夜』の場面, c.1796
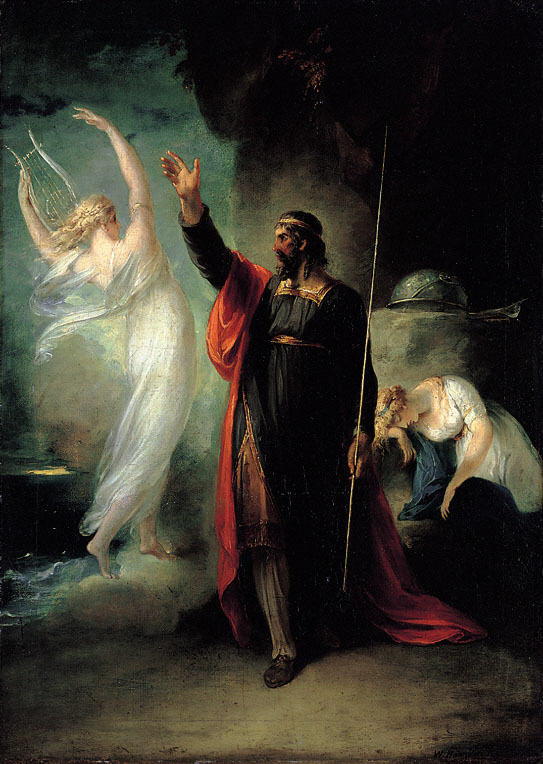
『テンペスト』の場面, 1797
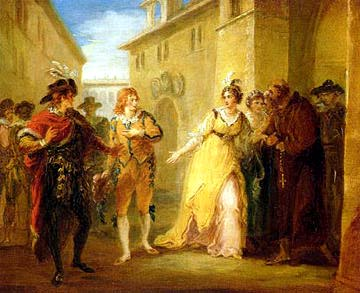
『十二夜』の場面, c.1797
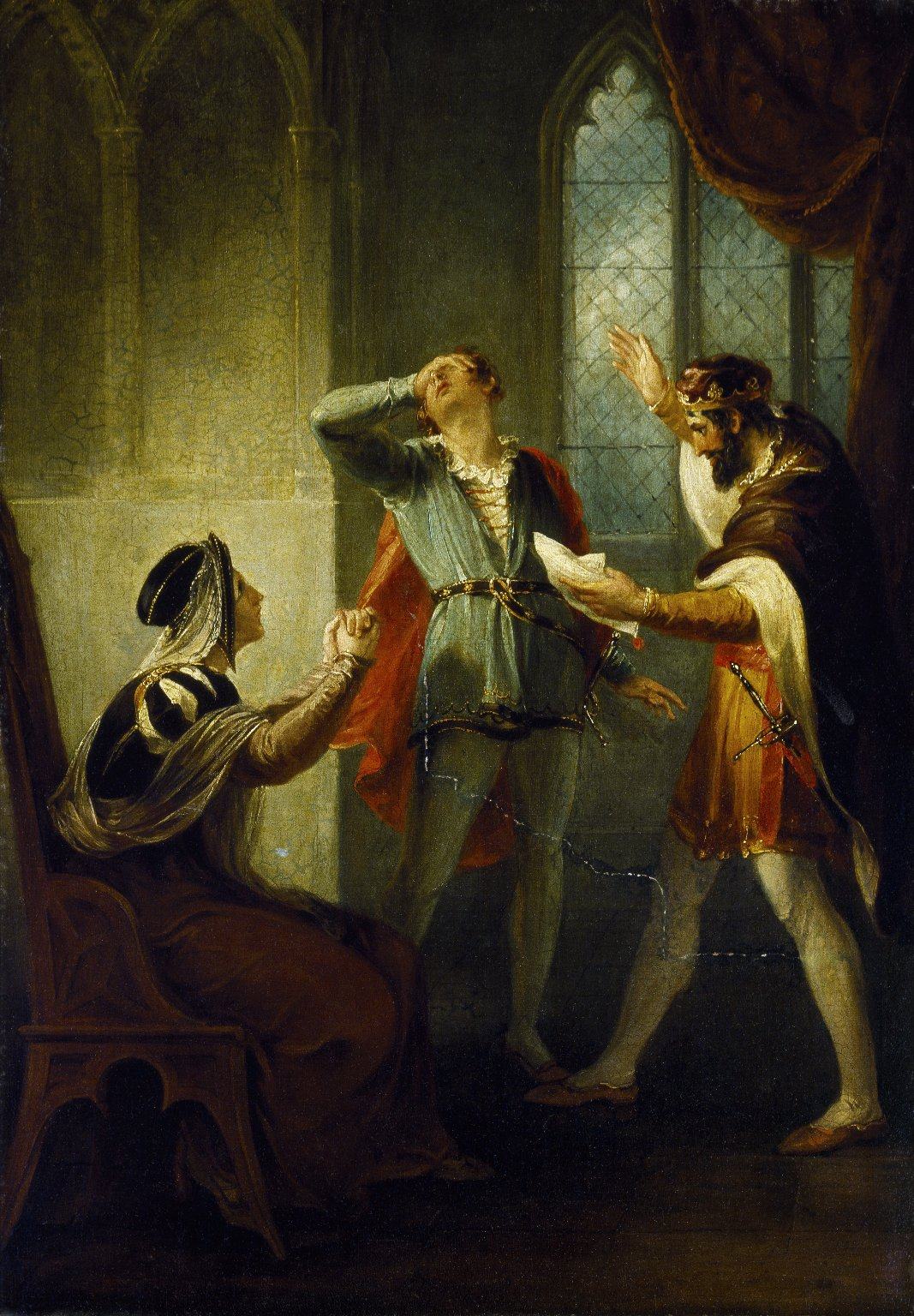
「息子の裏切りを知るヨーク公爵」, 1790年代末